# Petit-Réderching
Petit-Réderching é uma comuna francesa na região administrativa de Grande Leste, no departamento de Mosela. Estende-se por uma área de 11 km². Em 2010 a comuna tinha 1 501 habitantes (densidade: 136,5 hab./km²).